# N'Zo
Pour le cours d'eau en Côte d'Ivoire, voir N'zo.
N'Zo ou N'Zoo est un village du sud-est de la Guinée dans le préfecture de Lola en région de Nzérékoré, près de la Réserve naturelle intégrale du Mont Nimba.

## Histoire
Village satellite de Doromou avant l'arrivée des Français, il devient un centre d'échange au début du XXe siècle.
Les habitants sont d'origine Kono.